# Université d'État d'Athens
L'université d'État d'Athens (en anglais : Athens State University) est une université américaine située à Athens dans l'Alabama.

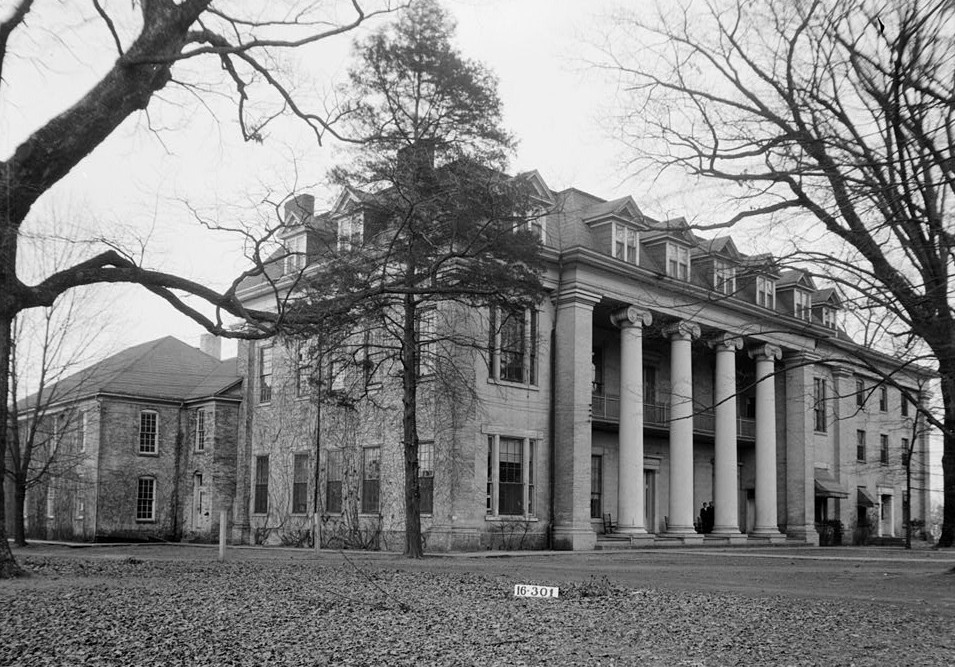
Founders Hall.

## Source
- (en) Cet article est partiellement ou en totalité issu de l’article de Wikipédia en anglais intitulé « Athens State University » (voir la liste des auteurs).